# Palazzo delle Poste Centrali (Fiume)
Il Palazzo delle Poste Centrali è un edificio storico di Fiume.

## Storia
Il palazzo venne eretto nel 1887 per ospitare gli uffici della reale amministrazione finanziaria ungherese. L'edificio venne commissionato dal governatore di Fiume, ma l'autore del progetto è sconosciuto. I lavori di costruzione vennero eseguiti dalla ditta Burger & Matković di Fiume.

## Descrizione
L'edificio, che sorge lungo il Corso, la via principale di Fiume, presenta uno stile neorinascimentale.